# Celtic FC
Celtic FC är en fotbollsklubb från Glasgow i Skottland, Storbritannien. 
Celtic har tillsammans med Rangers genom alla tider dominerat den skotska ligan. Celtic hade sin storhetstid under 1960-talet då man som första brittiska lag vann Europacupen 1967. 2003 nådde laget Finalen i Uefacupen men förlorade efter förlängning mot Porto. Celtic-tröjan består av horisontellt dragna vita och gröna linjer. 
Celtics rival, Rangers, är också från Glasgow och dessa lag möts minst fyra gånger om året i The Old Firm. Historiskt sett är Celtics supportrar irlandvänliga katoliker medan Rangers supportrar är protestantiska unionister vilket ligger som grund för den ibland hätska stämningen lagens fans emellan.

## Historia
Celtic grundades 1888 och blev skotska ligamästare för första gången 1893. 
1966 bröt man en lång svit och vann skotska ligan för första gången på 12 år under tränaren Jock Stein och Celtic skulle komma att dominera den inhemska fotbollen och vinna ligan samtliga säsonger fram till 1974. 1967 vann klubben samtliga tävlingar man ställde upp i: skotska ligan, skotska cupen, skotska ligacupen, Glasgowcupen och Europacupen. I Europacupen vann Celtic finalen mot Inter i Lissabon med 2–1. Finallaget blev känt som "Lisbon Lions". Celtic tog sig till final igen 1970 men förlorade då mot nederländska Feyenoord, med bland andra svenske Ove Kindvall i laget som avgjorde matchen i förlängningen.
Inför säsongen 1998 hade Celtics rivaler Rangers en serie på nio raka ligatitlar och man siktade mot en tionde, något som varken Celtic eller Rangers  hade lyckats med ditintills och inte heller efter det. Rangers slutade tvåa i ligan två poäng bakom Celtic som därmed bröt sviten. Henrik Larsson spelade det året dessutom sin första säsong i klubben 1997/1998.

## Meriter
- Europacupen: Vinnare 1967, finalist 1970
- Skotska mästare 55 gånger
- Skotska cupmästare 40 gånger
- Skotska ligacupmästare 20 gånger
- Uefacupen: Finalist 2003

## Placering tidigare säsonger
| Säsong    | Nivå | Liga        | Placering | Referens | Notering |
| --------- | ---- | ----------- | --------- | -------- | -------- |
| 2010/11   | 1    | Premiership | 2         | [ 4 ]    |          |
| 2011/12   | 1    | Premiership | 1         | [ 5 ]    |          |
| 2012/13   | 1    | Premiership | 1         | [ 6 ]    |          |
| 2013/14   | 1    | Premiership | 1         | [ 7 ]    |          |
| 2014/15   | 1    | Premiership | 1         | [ 8 ]    |          |
| 2015/16   | 1    | Premiership | 1         | [ 9 ]    |          |
| 2016/17   | 1    | Premiership | 1         | [ 10 ]   |          |
| 2017/18   | 1    | Premiership | 1         | [ 11 ]   |          |
| 2018/19   | 1    | Premiership | 1         | [ 12 ]   |          |
| 2019/20   | 1    | Premiership | 1         | [ 13 ]   |          |
| 2020/21   | 1    | Premiership | 2         | [ 14 ]   |          |
| 2021/22   | 1    | Premiership | 1         | [ 15 ]   |          |
| 2022/23   | 1    | Premiership | 1         | [ 16 ]   |          |
| 2023/24   | 1    | Premiership | 1         | [ 17 ]   |          |
| 2024–2025 | 1    | Premiership | 1         | [ 18 ]   |          |
| 2025–2026 | 1    | Premiership |           | [ 19 ]   |          |

## Spelare

### Truppen
Korrekt per den 15 augusti 2025
(L) - Inlånad spelare
| 1  | Danmark   | Kasper Schmeichel | 5 november 1986 | Anderlecht (-24)  |
| 12 | Finland   | Viljami Sinisalo  | 11 oktober 2001 | Aston Villa (-24) |
| 31 | Skottland | Ross Doohan       | 29 mars 1998    | Aberdeen (-25)    |

| 2  | Kanada    | Alistair Johnston        | 8 oktober 1998   | CF Montréal (-23)       |
| 4  | England   | Jahmai Simpson-Pusey (L) | 4 november 2005  | Manchester City (-25)   |
| 5  | Irland    | Liam Scales              | 8 augusti 1998   | Shamrock Rovers (-21)   |
| 6  | USA       | Auston Trusty            | 12 augusti 1998  | Sheffield United (-24)  |
| 20 | USA       | Cameron Carter-Vickers   | 31 december 1997 | Tottenham Hotspur (-21) |
| 25 | Japan     | Hayato Inamura           | 6 maj 2002       | Albirex Niigata (-25)   |
| 56 | Skottland | Anthony Ralston          | 16 november 1998 | Celtic FC               |
| 57 | Skottland | Stephen Welsh            | 19 januari 2000  | Celtic FC               |
| 63 | Skottland | Kieran Tierney           | 5 juni 1997      | Arsenal (-25)           |

| 14 | Skottland | Luke McCowan    | 9 december 1997  | Dundee (-24)            |
| 27 | Belgien   | Arne Engels     | 8 september 2003 | Augsburg (-24)          |
| 28 | Portugal  | Paulo Bernardo  | 24 januari 2002  | Benfica (-23)           |
| 41 | Japan     | Reo Hatate      | 21 november 1997 | Kawasaki Frontale (-22) |
| 42 | Skottland | Callum McGregor | 14 juni 1993     | Celtic FC               |
| 49 | Skottland | James Forrest   | 7 juli 1991      | Celtic FC               |

| 7  | Portugal   | Jota            | 30 mars 1999     | Rennes (-25)              |
| 8  | Sverige    | Benjamin Nygren | 8 juli 2001      | Nordsjælland (-25)        |
| 9  | Irland     | Adam Idah       | 11 februari 2001 | Norwich City (-24)        |
| 13 | Sydkorea   | Hyun-Jun Yang   | 25 maj 2002      | Gangwon (-23)             |
| 18 | Japan      | Shin Yamada     | 30 maj 2000      | Kawasaki Frontale (-25)   |
| 19 | Wales      | Callum Osmand   | 8 november 2005  | Fulham (-25)              |
| 23 | Australien | Marco Tilio     | 23 augusti 2001  | Melbourne City (-23)      |
| 24 | Irland     | Johnny Kenny    | 6 juni 2003      | Sligo Rovers (-22)        |
| 38 | Japan      | Daizen Maeda    | 20 oktober 1997  | Yokohama F. Marinos (-22) |

### Utlånade spelare
| Nr | Land  | Pos | Namn                                                      |
| -- | ----- | --- | --------------------------------------------------------- |
| 15 | Norge | MF  | Odin Thiago Holm (i Los Angeles FC till 31 december 2025) |
| 17 | Polen | F   | Maik Nawrocki (i Hannover 96 till 30 juni 2026)           |

| Nr | Land     | Pos | Namn                                         |
| -- | -------- | --- | -------------------------------------------- |
| -  | Honduras | A   | Luis Palma (i Lech Poznań till 30 juni 2026) |

### Celtic B
| Nr | Land      | Pos | Namn                     |
| -- | --------- | --- | ------------------------ |
| 43 | Skottland | MV  | Joe Morrison (-04)       |
| 44 | England   | A   | Joey Dawson (-03)        |
| 45 | Irland    | F   | Justin Osagie (-05)      |
| 48 | Skottland | MF  | Daniel Kelly (-05)       |
| 50 | Skottland | F   | Lenny Agbaire (-05)      |
| 52 | Skottland | F   | Mitchell Robertson (-05) |
| 53 | Skottland | MF  | Ben Summers (-04)        |
| 54 | Skottland | F   | Adam Montgomery (-02)    |
| 55 | Skottland | F   | Josh Dede (-06)          |
| 61 | Skottland | MF  | Kyle Ure (-06)           |
| 62 | Skottland | F   | Ben McPherson (-04)      |

| Nr | Land       | Pos | Namn                   |
| -- | ---------- | --- | ---------------------- |
| 63 | Skottland  | F   | Matthew Anderson (-04) |
| 64 | Skottland  | A   | Daniel Cummings (-06)  |
| 66 | Skottland  | MF  | Corey Thomson (-05)    |
| 68 | Skottland  | F   | Mitchel Frame (-06)    |
| 70 | Nordirland | MV  | Josh Clarke (-04)      |
| 71 | England    | MV  | Tobi Oluwayemi (-03)   |
| 72 | Nordirland | MF  | Francis Turley (-06)   |
| 73 | Skottland  | MF  | Jude Bonnar (-05)      |
| 74 | Skottland  | A   | Lewis Dobbie (-05)     |
| 75 | Australien | F   | Liam Bonetig (-05)     |
| 93 | Skottland  | MF  | Sean McArdle (-07)     |

### Utlånade spelare
| Nr | Land      | Pos | Namn                                          |
| -- | --------- | --- | --------------------------------------------- |
| 47 | Skottland | F   | Dane Murray (i Queen's Park till 31 maj 2025) |

### Kända spelare
| - Roy Aitken - Bertie Auld - Pat Bonner - Artur Boruc - Dedryck Boyata - Tom Boyd - Scott Brown - Tommy Burns - Stevie Chalmers - John Clark - Kris Commons - Jim Craig - Pat Crerand - Kenny Dalglish - Dixie Deans - Jimmy Delaney - Moussa Dembélé | - Bobby Evans - Fraser Forster - Tommy Gemmell - Craig Gordon - John Guidetti - John Hartson - Magnus Hedman - Harry Hood - Gary Hooper - Emilio Izaguirre - Stefan Johansen - Mo Johnston - Jimmy Johnstone - Roy Keane - Ki Sung-yueng - Paul Lambert - Henrik Larsson | - Bobby Lennox - Fredrik Ljungberg - Mikael Lustig - Daniel Majstorović - Willie Maley - Shaun Maloney - Mick McCarthy - Brian McClair - Aiden McGeady - Danny McGrain - Jimmy McGrory - Jackie McNamara - Billy McNeill - Paul McStay - Johan Mjällby - Ľubomír Moravčík - Charlie Mulgrew | - Bobby Murdoch - Shunsuke Nakamura - Charlie Nicholas - Stilijan Petrov - Georgios Samaras - Ronnie Simpson - Scott Sinclair - Jock Stein - Chris Sutton - John Thomson - Kieran Tierney - Virgil van Dijk - Pierre van Hooijdonk - Jan Vennegoor of Hesselink - Mark Viduka - Willie Wallace - Victor Wanyama |

## Svenska spelare
- Henrik Larsson 1997–2004
- Johan Mjällby 1998-2004
- Magnus Hedman 2002– 2005
- Daniel Majstorović 2010-2012
- Fredrik Ljungberg 2011
- Mikael Lustig 2012–2019
- John Guidetti 2014- 2015 (Lån)
- Carl Starfelt 2021-2023

## Dyraste nyförvärv och försäljningar

### Topp 10 dyraste nyförvärv
Spelare i fet stil är fortfarande aktiva i Celtic FC.
Senast uppdaterad 5 oktober 2021
| Rank | Spelare             | Från                | Datum            | Övergångssumma |
| ---- | ------------------- | ------------------- | ---------------- | -------------- |
| 1    | Odsonne Édouard     | Paris Saint-Germain | 1 juli 2018      | 9 270 000 pund |
| 2    | Chris Sutton        | Chelsea             | 1 juli 2000      | 8 550 000 pund |
| 3    | John Hartson        | Coventry City       | 1 juli 2001      | 8 100 000 pund |
| 4    | Eyal Berkovic       | West Ham United     | 1 juli 1999      | 7 920 000 pund |
| 5    | Neil Lennon         | Leicester City      | 1 januari 2001   | 7 760 000 pund |
| 6    | Christopher Jullien | Toulouse            | 1 juli 2019      | 7 200 000 pund |
| 7    | Jozo Šimunović      | Dinamo Zagreb       | 1 september 2015 | 6 750 000 pund |
| 8    | Rafael Scheidt      | Gremio              | 1 juli 1999      | 6 480 000 pund |
| 9    | Scott Brown         | Hibernian           | 1 juli 2007      | 5 940 000 pund |
| 10   | Joos Valgaeren      | Roda JC             | 1 juli 2000      | 5 130 000 pund |

### Topp 10 dyraste försäljningar
Senast uppdaterad 5 oktober 2021
| Rank | Spelare          | Till               | Datum            | Övergångssumma  |
| ---- | ---------------- | ------------------ | ---------------- | --------------- |
| 1    | Kieran Tierney   | Arsenal            | 8 augusti 2019   | 24 300 000 pund |
| 2    | Moussa Dembélé   | Olympique Lyonnais | 31 augusti 2018  | 19 800 000 pund |
| 3    | Odsonne Édouard  | Crystal Palace     | 31 augusti 2021  | 14 670 000 pund |
| 4    | Kristoffer Ajer  | Brentford          | 21 juli 2021     | 14 130 000 pund |
| 5    | Virgil van Dijk  | Southampton        | 1 september 2015 | 14 130 000 pund |
| 6    | Victor Wanyama   | Southampton        | 11 juli 2013     | 13 050 000 pund |
| 7    | Fraser Forster   | Southampton        | 9 augusti 2014   | 11 250 000 pund |
| 8    | Aiden McGeady    | Spartak Moskva     | 1 augusti 2010   | 10 800 000 pund |
| 9    | Jeremie Frimpong | Bayer Leverkusen   | 27 januari 2021  | 9 900 000 pund  |
| 10   | Stiliyan Petrov  | Aston Villa        | 1 augusti 2006   | 9 000 000 pund  |